# ペリスコープ (エレメカ)
『ペリスコープ』（Periscope）は、セガ・エンタープライゼス（後のセガ・インタラクティブ）が1966年に発売したアーケードゲーム。
『SEGA AGES 2500 シリーズ Vol.26 ダイナマイト刑事』のおまけゲームとしてPS2に移植されている。

## 概要
本作は、日本娯楽物産（Service Games Japan）とローゼン・エンタープライゼス（Rosen Enterprises）が合併し、セガ・エンタープライゼス（SEGA Enterprises）に社名を変更した後、セガ・エンタープライゼスの名義で発売された初のゲーム。
ゲームの製作はセガの越智鹿之助が指揮し、筐体のデザインはローゼン社長が自ら手掛けたとされているが、バンダイナムコの公式の歴史によると、このゲームはもともと、当時デパートの屋上向けのエレメカを手掛けていた中村製作所（後のナムコ）の中村雅哉社長がデザインし、1965年にリリースしたという。中村は自社の製品のライセンスを競合他社に販売したという証言もあるので、中村が1965年に製作したのはデパートの屋上向けのカスタム版で、中村がそのゲームのライセンスをセガに販売し、セガが1966年に汎用筐体版をデザインしてリリースしたのではないかと推測されている。中村製作所版とセガ版は筐体のデザインが違い、ザ・ガードマン第118話「大泥棒一家」など、当時のテレビ番組や映画などで中村製作所版のペリスコープが登場している作品がある。

## 内容
筐体前面に設置された潜水艦の潜望鏡を覗き、横にスクロールする船に向かって魚雷を発射するシューティングゲーム。
一人プレイ用の小型筐体と、3人同時プレイ用の大型筐体がある。まだビデオゲーム時代ではないので、背景は書き割り、戦艦は模型であるが、システムの一部に電子部品を用いたエレメカで、サウンドボードが搭載されており、ソナーの音と魚雷の発射音が鳴る。
本作発売の20年以上後にセガへ入社した吉本昌男は、同社の大崎誠との対談の中で、この仕組みについて、「筐体に内蔵されたばねを叩き、その音をマイクで拾い、アンプで増幅する」と推測している。
オランダのフェンローにあるAgraGames Coinop Museumが所蔵しているものが、2011年現在で世界で現存する唯一の筐体であり、それ以外には日本国内にも現存が確認されていない。国内で現存が確認されているセガの最古のゲームは、第2作となる『ライフルマン』（1967年、日本ゲーム博物館蔵）となる。

## 評価
日本で大ヒットし、発売の翌年の1967年には海外にも輸出され、海外でも大ヒットした。セガのゲームとしてのみならず、日本製ゲームとしても海外でヒットした初の作品であり、「セガのターニングポイントになった」と、セガのローゼン社長は後に回想している。
ただでさえ大きい筐体の上に、日本の関税もあって、輸出先のアメリカにおいてはかなり高価な筐体となったが、そのビジュアルとサウンドはアメリカ人の耳目を引き、ゲーセンだけでなくショッピングモールやデパートにまで置かれるほどの絶大な人気を博した。
当時のアメリカのアーケードゲームは1プレイ10セントが標準だったが、筐体の高価さに不満を述べるオペレーターに対し、ローゼン社長は1プレイ25セントを提案。ビジュアルとサウンドを重視した高価なアーケード筐体を1プレイ25セントの料金で賄うと言うこのセガの路線にアメリカの競合他社も追随し、そのままビデオゲーム時代を迎えたため、「1プレイ25セント」がそのままアメリカのアーケードの標準となり、25セント硬貨はアメリカのゲーセンの象徴となった。
自社のゲームが海外で売れることを知ったセガは、その後ゲームの輸出に力を入れるようになる。

## 参照
1. ↑  赤木真澄『それは「ポン」から始まった-アーケードTVゲームの成り立ち』アミューズメント通信社、2005年、143頁。ISBN 978-4990251208。
2. 1 2 3  “開拓者たちの時代”.   一般社団法人日本アミューズメント産業協会. 2020年4月21日閲覧。
3. ↑  【調査中】中村製作所、ナムコ、バンダイナムコゲームス製品名（発売年度、50音順） バンダイナムコ
4. ↑  Horowitz, Ken (2018). The Sega Arcade Revolution: A History in 62 Games. McFarland & Company. pp. 8–11. ISBN 9781476631967
5. ↑  “セガ60周年スペシャルインタビュー。伝説の筐体R360や『バーチャファイター』などアーケード開発者が開発秘話をたっぷり語る！ | ゲーム・エンタメ最新情報のファミ通.com”. ファミ通.com. 2022年5月28日閲覧。
6. ↑  『Service Games: The Rise and Fall of SEGA: Enhanced Edition』、p.6